# Bitva u Pačkova
Bitva u Pačkova či Bitva u Paczkówa byla válečným střetem mezi českým vojskem loajálním zvolenému českému králi Jiřímu z Poděbrad, mj. tzv. bratříků, pod velením Ctiborem Tovačovským z Cimburka a vojska vratislavského biskupa Jošta II. z Rožmberka v rámci tažení křížové výpravy v předfázi tzv. druhých husitských válek. Odehrála se 11. června 1467 v okolí slezského města Pačkov (Paczków) a skončila porážkou vratislavských oddílů a jejich zahnáním na ústup.

## Pozadí
24. června 1448 byla na sjezdu v Kutné Hoře založena Poděbradská jednota, politická strana českých kališníků, prosazující do čela politicky rozvrácených Čech šlechtice Jiřího z Poděbrad. Vojsko Poděbradské jednoty pak 3. září s devítitisícovým vojskem po menších bojích obsadilo Prahu, Poděbrad se ujal správcovství země a byly zahájeny pokusy o rozhovory s dalšími, především katolickými oponenty z řad domácí šlechty. Domácí katolické uskupení Strakonická jednota v čele s pány z Rožmberka bylo následně poraženo v bitvě u Rokycan roku 1450 a donuceno s králem jednat.  
28. listopadu 1465 došlo na hradě Zelená Hora k založení tzv. Zelenohorské jednoty, dalšího katolického spolku domácí šlechty proti kališnickému Jiřímu, jehož představeným se stal Zdeněk Konopišťský ze Šternberka. Díky angažmá vratislavského biskupa Jošta II. z Rožmberka, jehož rod byl zapřísáhlým nepřítelem husitů, roku 1466 proti moci českého krále povstala slezská Vratislav. K potlačení tohoto povstání byl vybrán jeden z nejmocnějších moravských šlechticů, veterán husitských válek a mj. spisovatel Ctibor Tovačovský z Cimburka. 
Ten na svém hradě ještě roku 1466 Hranice shromáždil vojsko o síle přibližně 3 500 mužů, mj. tzv. bratříků, bojovníků z husitských válek kteří se následně vydali severně do vzpurného regionu, podnikli nájezd na Vratislav a okolí, kvůli vypuknutí moru v mužstvu se ale muselo vrátit zpět. 23. prosince 1466 pak prohlásil papež Pavel II. Jiřího z Poděbrad jako kacíře za sesazeného z trůnu, jako vůdce českých katolíků posvětil Zdeňka ze Šternberka.a vyhlásil proti kališnickým Čechám křížovou výpravu. Další slezské tažení bylo vypraveno roku 1467, jehož veliteli byli starší králův syn Viktorín z Poděbrad, zemský hejtman Zdeněk Kostka z Postupic a Ctibor Tovačovský.  

## Průběh bitvy
K jednomu z největších střetů v rámci výpravy pak došlo 11. června 1467 u slezského města Pačkov mezi jednotkami voje Tovačovského a Jana Talafúse z Ostrova a vojsky biskupa Jošta, mj. se skupinou žoldnéřů zvanou zlá rota. České vojsko v bitvě zvítězilo a zahnalo nepřítele na ústup.  
16. června pak voje pod velením Viktorína z Poděbrad porazily další síly Zelenohorské jednoty v bitvě u Frankenštejna, jen několik kilometrů od Pačkova. Střetu se patrně zúčastnily také některé jednotky Ctibora Tovačovského.  

## Hodnocení bitvy
Jiří z Poděbrad dosáhl díky vítězství těchto loajálních sil jako král výrazného vojenského a politického úspěchu, který upevnil jeho pozici mezi českou šlechtou a naopak výrazně oslabil vliv Zelenohorské jednoty.  
Boje se následně ze Slezska přenesly do Čech a na Moravu. V březnu roku 1468 zahájil přímý boj vykonavatel papežské klatby[nepřesný odkaz] uherský král Matyáš Korvín. Vpadl na Moravu a postupně likvidoval Jiřího pozice. K invazi do Čech se toho roku přidalo také Bavorsko, Horní Lužice a Slezsko, jejich výpravy byly ale úspěšně odraženy. Podzimní výprava Čechů proti Matyášovým vojskům skončila naopak katastrofou, když v říjnové bitvě u Zvole bylo české vojsko rozprášeno a jeho velitel Zdeněk Kostka z Postupic smrtelně zraněn, několik dnů poté utrpěl porážku také Ctibor Tovačovský v bitvě u Olomouce. Při tažení do Čech na jaře 1469 byl Korvín zastaven obklíčením vojsky krále Jiřího u Vilémova, posléze se však nechal v Olomouci korunovat českým králem a pak v podstatě svrchovaně vládl na Moravě až do své smrti. 